# Liste der österreichischen Botschafter in Finnland
Die Liste der österreichischen Botschafter in Finnland gibt die Botschafter, die obersten Beauftragten, der Republik Österreich in der Republik Finnland (Suomen tasavalta, schwedisch Republiken Finland).
Eine Botschaft in Finnland gibt es seit 1956. 1991, mit der Unabhängigkeit der Republik Estland, war anfangs auch der Botschafter in Estland an der Botschaft in Finnland stationiert.

## Die Österreichische Botschaft Helsinki
Sitz der Botschaft ist die Hauptstadt Helsinki/Helsingfors (00130, Unioninkatu 22).
Außerdem gibt es konsularische Vertretungen (Honorarkonsulate) in:
- Espoo (Konsularbezirk: Provinz Südfinnland)[2]
- Kajaani (Konsularbezirk: Region Kainuu)[3]
- Mikkeli/St. Michel (Ristiina, Landschaft Südsavo; Konsularbezirk: Ostfinnland)[4]
- Oulu/Uleaborg (Konsularbezirk: Provinzen Oulu und Lappland)[5]
- Tampere/Tammerfors (Lempäälä, Konsularbezirk: Uusimaa Nord)[6]
- Turku/Abo (Konsularbezirk: Provinzen Turku, Pori und Aland)[7]
- Vaasa/Vasa (Konsularbezirk: Gemeinden der ehemaligen Provinz Vaasa)[8]

## Liste der Österreichischen Botschafter
| Name                                     | Bild                  | Amtszeit              | Anmerkungen |
| Österreich → Finnland                    | Österreich → Finnland | Österreich → Finnland | Österreich → Finnland |
| ---------------------------------------- | --------------------- | --------------------- | --- |
| Harald Gödel (geb.Bloch), Dr.            |                       | 1956–1960             | danach 1963–1968 Botschafter in Chile, 1971–1976 in Venezuela |
| Adolf Hobel, Dr.                         |                       | 1960–1964             | davor 1954–1958 Botschafter in Bulgarien; danach 1964–1968 in Südafrika, 1972–1974 in Chile |
| Erich Pichler, Dr.                       |                       | 1964–1971             | davor 1951–1953 Außenministerium/Kabinettschef; danach 1980–1981 Botschafter in Dänemark |
| Heinrich Pfusterschmid-Hardtenstein, Dr. |                       | 1971–1978             | davor 1960–1967 Delegation EGKS und 1967 Botschafter in Luxemburg; danach 1978–1986 Direktor Diplomatische Akademie, 1986–1992 Botschafter in den Niederlanden                                                                         |
| Erich Binder, Dr.                        |                       | 1978–1982             | vorher 1975–1978 Botschafter in Tunesien; danach 1990 in der DDR, 1991–1993 in Thailand |
| Johann Josef Dengler, Dr.                |                       | 1982–1986             | vorher 1960–1974 Botschafter in Jugoslawien, 1978–1982 in Ungarn |
| Hans Georg Rudofsky, Dr.                 |                       | 1986–1990             | |
| Manfred Ortner, Dr.                      |                       | 1990–1994             | davor 1980–1986 Botschafter in Kolumbien, danach 1994–1999 Botschafter in Brasilien |
| Wendelin Ettmayer, Dr.                   |                       | 1994–2000             | 1994–1997 auch für Estland; vorher 1977–1993 Abg. zum Nationalrat, danach 2000–2003 Botschafter in Kanada, dann am BMEIA (Abt. IM.3 Bi- und multilaterale Außenwirtschaftsbeziehungen), 2005–2008 Botschafter beim Europarat/Straßburg |
| Christoph Querner, Dr.                   |                       | 2000–2004             | |
| Lorenz Graf, Dr.                         |                       | 2005–2008             | danach seit 2008 Botschafter in Norwegen |
| Margit Wästfelt, Dr.                     |                       | 2008–2012             | |
| Elisabeth Kehrer, Dr.                    |                       | 2013–2018             | nach einem Aufenthalt in Wien wurde sie Botschafterin in Mexiko |
| Maximilian Hennig                        |                       | 2018–2022             | |
| Herbert Pichler, Dr.                     |                       | seit April 2023       | |

Quelle: BMEIA, Stand 8/2013